# Shane Williams
Shane Mark Williams, MBE (Morriston, 26 de fevereiro de 1977) é um jogador de rugby galês.
Rápido, enérgico e de difícil contenção, Williams foi até a Copa do Mundo de Rugby de 2011 o maior efetuador na ativa de tries em jogos de seleções, somando 56 entre os 54 que fizera pelo País de Gales e mais dois pelos British and Irish Lions.  No mundial, que foi o seu terceiro, conseguiu ainda mais dois, o último deles exatamente na partida que marcou a sua despedida do selecionado galês - foi na partida pelo terceiro lugar, perdida para a Austrália.
Na história, é o terceiro tryman por seleções, atrás apenas dos 64 do australiano David Campese e dos 69 do japonês Daisuke Ohata.